# Tristrams gors
De Tristrams gors (Emberiza tristrami) is een zangvogel uit de familie van gorzen (Emberizidae).

## Verspreiding en leefgebied
Deze soort komt voor van Siberië tot Noordoost-China, naar Zuid-China en Noord-Thailand.